# Arabia Saudita ai Giochi della XXVIII Olimpiade
L'Arabia Saudita partecipò ai Giochi della XXVIII Olimpiade, svoltisi ad Atene, Grecia, dal 13 al 29 agosto 2004, con una delegazione di 17 atleti impegnati in sei discipline.

## Delegazione
| Sport             | Uomini | Donne | Totale |
| ----------------- | ------ | ----- | ------ |
| Atletica leggera  | 8      | -     | 8      |
| Equitazione       | 2      | -     | 2      |
| Nuoto             | 1      | -     | 1      |
| Sollevamento pesi | 4      | -     | 4      |
| Tennistavolo      | 1      | -     | 1      |
| Tiro              | 1      | -     | 1      |
| Totale            | 17     | 0     | 17     |

## Risultati

### Atletica leggera
| Q | Qualificato al turno successivo per la Classifica in qualificazione                                                          |
| q | Qualificato per il turno successivo per ripescaggio o, negli eventi su campo, conquistando la misura minima per qualificarsi |

Maschile
Eventi su pista e strada
| Atleta                  | Evento         | Batteria  | Batteria   | Quarti di finale | Quarti di finale | Semifinale      | Semifinale      | Finale          | Finale          |
| Atleta                  | Evento         | Risultato | Classifica | Risultato        | Classifica       | Risultato       | Classifica      | Risultato       | Classifica      |
| ----------------------- | -------------- | --------- | ---------- | ---------------- | ---------------- | --------------- | --------------- | --------------- | --------------- |
| Salem Al-Yami           | 100 m piani    | 10"36     | 4º         | non qualificato  | non qualificato  | non qualificato | non qualificato | non qualificato | non qualificato |
| Hamed Al-Bishi          | 200 m piani    | dns       | -          | non qualificato  | non qualificato  | non qualificato | non qualificato | non qualificato | non qualificato |
| Hamdan Al-Bishi         | 400 m piani    | 45"31     | 2º Q       | N.D.             | N.D.             | 45"59           | 5º              | non qualificato | non qualificato |
| Mohammed Al-Salhi       | 800 m piani    | 1'48"42   | 6º         | N.D.             | N.D.             | non qualificato | non qualificato | non qualificato | non qualificato |
| Mubarak Ata Mubarak     | 110 m ostacoli | 13"81     | 7º         | non qualificato  | non qualificato  | non qualificato | non qualificato | non qualificato | non qualificato |
| Ibrahim Al-Hamaidi      | 400 m ostacoli | 49"64     | 5º         | N.D.             | N.D.             | non qualificato | non qualificato | non qualificato | non qualificato |
| Hadi Soua'an Al-Somaily | 400 m ostacoli | 49"15     | 4º Q       | N.D.             | N.D.             | 48"98           | 5º              | non qualificato | non qualificato |

Eventi sul campo
| Atleta          | Evento       | Qualificazioni | Qualificazioni | Finale          | Finale          |
| Atleta          | Evento       | Distanza       | Classifica     | Distanza        | Classifica      |
| --------------- | ------------ | -------------- | -------------- | --------------- | --------------- |
| Salem Al-Ahmadi | Salto triplo | 16,16          | 35º            | non qualificato | non qualificato |

### Equitazione
Salto ostacoli
| Atleta           | Cavallo     | Evento                     | Qualificazioni | Qualificazioni | Qualificazioni | Qualificazioni | Qualificazioni | Qualificazioni | Qualificazioni | Qualificazioni | Finale          | Finale          | Finale          | Finale          | Finale          | Totale          | Totale          |
| Atleta           | Cavallo     | Evento                     | Round 1        | Round 1        | Round 2        | Round 2        | Round 2        | Round 3        | Round 3        | Round 3        | Round A         | Round A         | Round B         | Round B         | Round B         | Totale          | Totale          |
| Atleta           | Cavallo     | Evento                     | Penalità       | Classifica     | Penalità       | Totale         | Classifica     | Penalità       | Totale         | Classifica     | Penalità        | Classifica      | Penalità        | Totale          | Classifica      | Penalità        | Classifica      |
| ---------------- | ----------- | -------------------------- | -------------- | -------------- | -------------- | -------------- | -------------- | -------------- | -------------- | -------------- | --------------- | --------------- | --------------- | --------------- | --------------- | --------------- | --------------- |
| Ibrahim Bisharat | Fall Khaeer | Salto ostacoli individuale | 9              | =54º           | 17             | 26             | =55º Q         | 28             | 54             | 57º            | non qualificato | non qualificato | non qualificato | non qualificato | non qualificato | non qualificato | non qualificato |
| Kamal Bahamdan   | Casita      | Salto ostacoli individuale | 12             | =60º           | 12             | 24             | 53º Q          | 12             | 36             | 50º Q          | 25              | 45º             | non qualificato | non qualificato | non qualificato | non qualificato | non qualificato |

### Nuoto
Maschile
| Atleta           | Evento     | Batteria  | Batteria   | Semifinale      | Semifinale      | Finale          | Finale          |
| Atleta           | Evento     | Risultato | Classifica | Risultato       | Classifica      | Risultato       | Classifica      |
| ---------------- | ---------- | --------- | ---------- | --------------- | --------------- | --------------- | --------------- |
| Ahmed Al-Kudmani | 100 m rana | 1'05"65   | =47º       | non qualificato | non qualificato | non qualificato | non qualificato |

### Sollevamento pesi
Maschile
| Atleta               | Evento          | Strappo   | Strappo    | Slancio   | Slancio    | Totale | Classifica |
| Atleta               | Evento          | Risultato | Classifica | Risultato | Classifica | Totale | Classifica |
| -------------------- | --------------- | --------- | ---------- | --------- | ---------- | ------ | ---------- |
| Abdulmohsen Al-Bagir | −69 kg maschile | 127.5     | 14º        | 160       | =10º       | 287.5  | 12º        |
| Jafar Al-Bagir       | −69 kg maschile | 135       | r          | -         | -          | -      | r          |
| Ramzi Al-Mahrous     | −94 kg maschile | 150       | 20º        | 190       | r          | 150    | r          |
| Najim Al-Radwan      | −94 kg maschile | 162.5     | r          | -         | -          | -      | r          |

### Tennistavolo
Maschile
| Atleta          | Evento           | 1º turno                | 2º turno             | 3º turno             | 4º turno             | Quarti di finale     | Semifinali           | Finale / FB          | Finale / FB     |
| Atleta          | Evento           | Avversario Risultato    | Avversario Risultato | Avversario Risultato | Avversario Risultato | Avversario Risultato | Avversario Risultato | Avversario Risultato | Pos.            |
| --------------- | ---------------- | ----------------------- | -------------------- | -------------------- | -------------------- | -------------------- | -------------------- | -------------------- | --------------- |
| Khalid Al-Harbi | Singolo maschile | Karakašević (SCG) P 0–4 | non qualificato      | non qualificato      | non qualificato      | non qualificato      | non qualificato      | non qualificato      | non qualificato |

### Tiro a segno/volo
Maschile
| Atleta           | Evento | Qualificazioni | Qualificazioni | Finale          | Finale          |
| Atleta           | Evento | Punteggio      | Classifica     | Punteggio       | Classifica      |
| ---------------- | ------ | -------------- | -------------- | --------------- | --------------- |
| Saeed Al-Mutairi | Skeet  | 120            | =15º           | non qualificato | non qualificato |